# 253 км (зупинний пункт, Придніпровська залізниця)
253 кілометр — помилка! Такого зупинного пункту не існувало. Помилку було допущено в 2002 році в службовому розкладі Придн. залізниці. Сторінку треба видалити. 